# 五佛乡
五佛乡，是中华人民共和国甘肃省白银市景泰县下辖的一个乡镇级行政单位。

## 行政区划
五佛乡下辖以下地区：
兴水村、西源村、老湾村、泰和村、冬青村、金坪村和北长滩村。